# Garrett Weber-Gale
Garrett Weber-Gale (Stevens Point (Wisconsin), 6 augustus 1985) is een Amerikaanse zwemmer die gespecialiseerd is in de sprintafstanden op de vrije slag. Hij maakte deel uit van de 4×100 meter vrije slag estafette die op de Olympische Zomerspelen 2008 de gouden medaille veroverde, op de 4×100 meter wisselslag maakte de Amerikaan deel uit van het team dat in de series zwom.
Hij studeerde bedrijfscommunicatie aan de Universiteit van Texas in Austin en zwemt voor Longhorn Aquatics.

## Carrière
Hij zwom zowel in 2005 als in 2007 in de series voor de Amerikaanse estafettploeg op de 4×100 vrije slag. Hij kwam niet in actie in de finale, die twee keer werd gewonnen door de Amerikaanse ploeg.
Hij plaatste zich voor het eerst voor de Olympische Spelen in 2008, op de 100 meter vrije slag bleef hij op de Amerikaanse trials Jason Lezak voor. Weber-Gale had in de reeksen het Amerikaanse record op 47,87 gebracht, maar zag een reeks later Lezak dat record alweer scherper stellen. In Peking strandde hij in de halve finales van zowel de 50 als de 100 meter vrije slag. Samen met Michael Phelps, Cullen Jones en Jason Lezak veroverde hij de gouden medaille op de 4×100 meter vrije slag, in een spannende finale bleven ze het Franse kwartet nipt voor. Op de 4×100 meter wisselslag zwom Weber-Gale samen met Matt Grevers, Mark Gangloff en Ian Crocker in de series, in de finale sleepten Aaron Peirsol, Brendan Hansen, Michael Phelps en Jason Lezak de gouden medaille in de wacht. Voor zijn aandeel in de series werd hij beloond met de gouden medaille.
Tijdens de wereldkampioenschappen zwemmen 2009 in Rome vormde hij samen met Matt Grevers, Ricky Berens en Cullen Jones een team in de series van de 4×100 meter vrije slag, in de finale legde Grevers samen met Michael Phelps, Ryan Lochte en Nathan Adrian beslag op de wereldtitel. Ondanks dat hij niet in actie kwam in de finale ontving hij toch een gouden medaille.
In Irvine nam Weber-Gale deel aan de Pan Pacific kampioenschappen zwemmen 2010, op dit toernooi eindigde hij als negende op zowel de 50 als de 100 meter vrije slag. Op de wereldkampioenschappen kortebaanzwemmen 2010 in Dubai werd de Amerikaan uitgeschakeld in de halve finales van de 100 meter vrije slag, samen met Nick Thoman, Mihail Alexandrov en Ryan Lochte veroverde hij de wereldtitel op de 4×100 meter wisselslag. Op de 4×200 meter vrije slag sleepte hij samen met Peter Vanderkaay, Ryan Lochte en Ricky Berens de zilveren medaille in de wacht, samen met Nathan Adrian, Ricky Berens en Ryan Lochte eindigde hij als vierde op de 4×100 meter vrije slag.
Tijdens de wereldkampioenschappen zwemmen 2011 in legde Weber-Gale samen met Michael Phelps, Jason Lezak en Nathan Adrian beslag op de bronzen medaille op de 4×100 meter vrije slag. Op de 4×100 meter wisselslag zwom hij samen met David Plummer, Eric Shanteau en Tyler McGill in de series, in de finale veroverden Nick Thoman, Mark Gangloff, Michael Phelps en Nathan Adrian de wereldtitel. Voor zijn aandeel in de series werd Weber-Gale beloond met de gouden medaille.
In Istanboel nam de Amerikaan deel aan de wereldkampioenschappen kortebaanzwemmen 2012. Op dit toernooi zwom hij samen met Anthony Ervin, Tyler Reed en Jimmy Feigen in de series van de 4×100 meter vrije slag, in de finale sleepten Ervin en Feigen samen met Ryan Lochte en Matt Grevers de wereldtitel in de wacht. Op de 4×200 meter vrije slag zwom hij samen met Michael Klueh, Matt McLean en Michael Weiss in de series, in de finale legden Klueh en McLean samen met Ryan Lochte en Conor Dwyer beslag op de wereldtitel. Voor zijn inspanningen in de series van beide estafettes ontving hij twee gouden medailles.

## Internationale toernooien
| Jaar | Olympische Spelen                                                                                                  | WK langebaan                                                            | WK kortebaan                                                                                              | PanPacs                              |
| ---- | --- | ----------------------------------------------------------------------- | --- | ------------------------------------ |
| 2005 | | 4×100m vrije slag · Weber-Gale zwom enkel de series                     | |                                      |
| 2006 | |                                                                         | geen deelname                                                                                             | geen deelname                        |
| 2007 | | 4×100m vrije slag · Weber-Gale zwom enkel de series                     | |                                      |
| 2008 | 13e 50m vrije slag · 10e 100m vrije slag · 4×100m vrije slag · 4×100m wisselslag · Weber-Gale zwom enkel de series |                                                                         | geen deelname                                                                                             |                                      |
| 2009 | | 4×100m vrije slag · Weber-Gale zwom enkel de series                     | |                                      |
| 2010 | |                                                                         | 10e 100m vrije slag · 4e 4×100m vrije slag · 4×200m vrije slag · 4×100m wisselslag                        | 9e 50m vrije slag 9e 100m vrije slag |
| 2011 | | 4×100m vrije slag · 4×100m wisselslag · Weber-Gale zwom enkel de series | |                                      |
| 2012 | geen deelname |                                                                         | 4×100m vrije slag · Weber-Gale zwom enkel de series · 4×200m vrije slag · Weber-Gale zwom enkel de series |                                      |

## Persoonlijke records
Bijgewerkt tot en met 2 december 2011
Kortebaan
| Afstand         | Tijd    | Datum         | Plaats   |
| --------------- | ------- | ------------- | -------- |
| 50m vrije slag  | 21,31   |               |          |
| 100m vrije slag | 46,28   |               |          |
| 200m vrije slag | 1.47,83 | 25 maart 2004 | New York |

Langebaan
| Afstand         | Tijd    | Datum           | Plaats  |
| --------------- | ------- | --------------- | ------- |
| 50m vrije slag  | 21,47   | 5 juli 2008     | Omaha   |
| 100m vrije slag | 47,78   | 2 juli 2008     | Omaha   |
| 200m vrije slag | 1.48,59 | 2 december 2011 | Atlanta |

## Wereldrecords

### Langebaan
| Event                                                                     | Tijd    | Datum, plaats            |
| ------------------------------------------------------------------------- | ------- | ------------------------ |
| 4×100m vrije slag estafette met Michael Phelps, Cullen Jones, Jason Lezak | 3.08,24 | 11 augustus 2008, Peking |

1964: Clark, Austin, Ilman, Schollander ·
1968: Zorn, Rerych, Spitz, Walsh ·
1972: Edgar, Murphy, Heidenreich, Spitz ·
1984: Cavanaugh, Heath, Biondi, Gaines ·
1988: Jacobs, Dalbey, Jager, Biondi ·
1992: Hudepohl, Biondi, Jager, Olsen ·
1996: Olsen, Davis, Schumacher, Hall ·
2000: Klim, Fydler, Callus, Thorpe ·
2004: Schoeman, Ferns, Townsend, Neethling ·
2008: Phelps, Weber-Gale, Jones, Lezak ·
2012: Leveaux, Gilot, Lefert, Agnel ·
2016: Dressel, Phelps, Held, Adrian ·
2020: Dressel, Pieroni, Becker, Apple ·
2024: Alexy, Guiliano, Armstrong, Dressel